# Pseudogarypidae
Famille
Les Pseudogarypidae sont une famille de pseudoscorpions. 
Elle comporte sept espèces actuelles dans deux genres.

## Distribution
Les espèces de cette famille se rencontrent en Amérique du Nord et en Australie.

## Liste des genres
Selon Pseudoscorpions of the World (version 3.0) :
- Neopseudogarypus Morris, 1948
- Pseudogarypus Ellingsen, 1909

## Publication originale
- Chamberlin, 1923 : The genus Pseudogarypus Ellingsen (Pseudoscorpionida - Feaellidae). Entomological news, and proceedings of the Entomological Section of the Academy of Natural Sciences of Philadelphia, vol. 34, p. 146-149 & 161-166 (texte intégral).